# Ecoduct Leenderbos
Ecoduct Leenderbos is een ecoduct over de Nederlandse provinciale weg 396 tussen Valkenswaard en Leende. Het ecoduct verbindt het natuurgebied Valkenhorst aan de noordzijde van de provinciale weg met het Leenderbos aan de zuidzijde. De opdracht voor de bouw is afkomstig van de provincie Noord-Brabant gebouwd en het geheel is op 8 januari 2014 geopend.
Het ecoduct maakt deel uit van het programma om de natuurgebieden in noordoost Noord-Brabant met elkaar te verbinden. Naast ecoduct Leenderbos zijn ook ecoduct Maashorst, ecoduct Groote Heide en ecoduct Herperduin met dit programma gerealiseerd, wat tezamen 9,9 miljoen euro heeft gekost. De naam voor de ecoduct is afkomstig van het bosgebied Leenderbos.